# Cosmicismo
Cosmicismo é a filosofia literária desenvolvida e usada pelo escritor americano H. P. Lovecraft em sua weird fiction.  Lovecraft era um escritor de histórias de terror filosoficamente intensas que envolvem fenômenos ocultos como possessão astral e miscigenação alienígena, e os temas de sua ficção ao longo do tempo contribuíram para o desenvolvimento dessa filosofia.

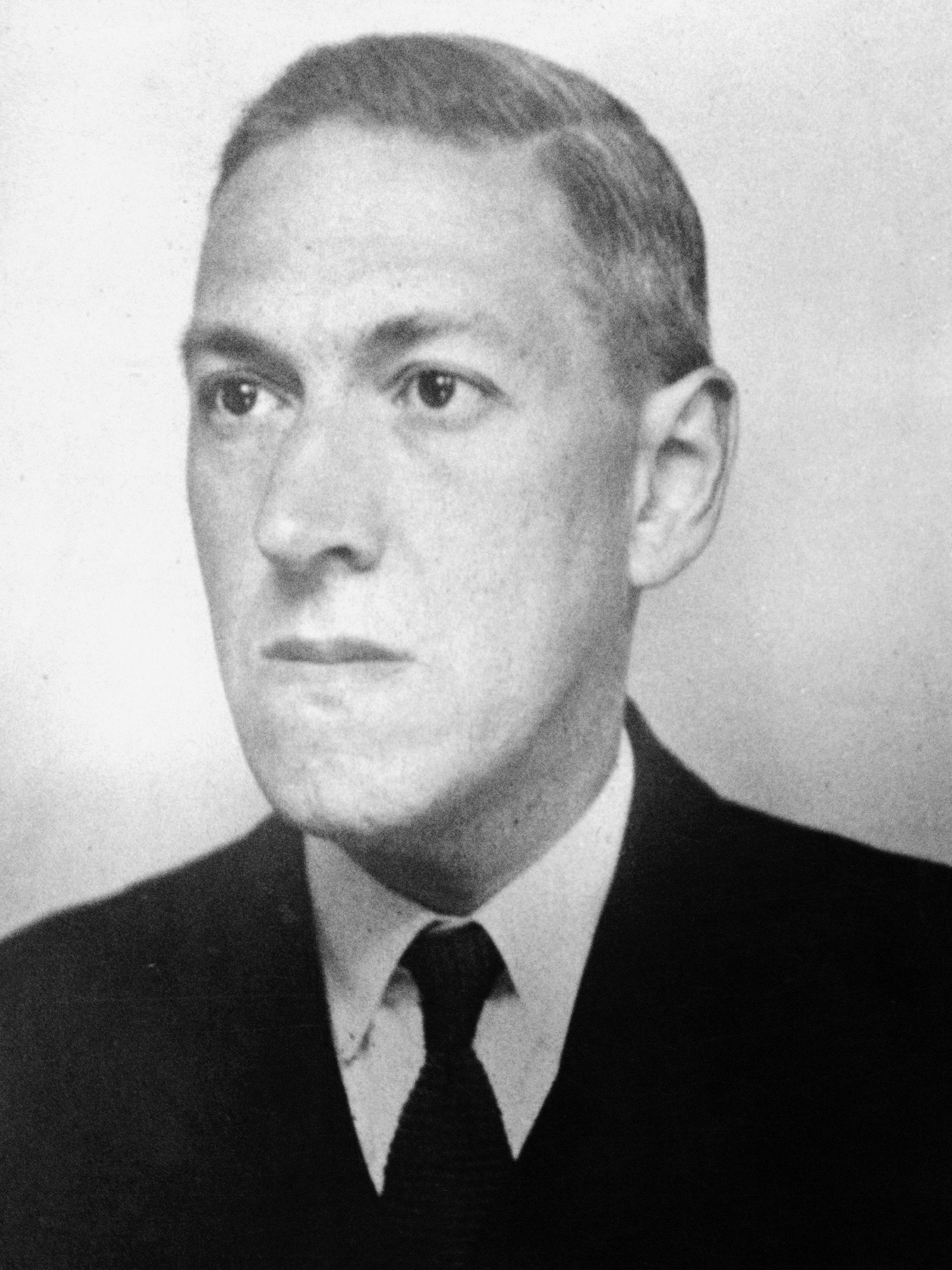
H. P. Lovecraft.

## Princípios

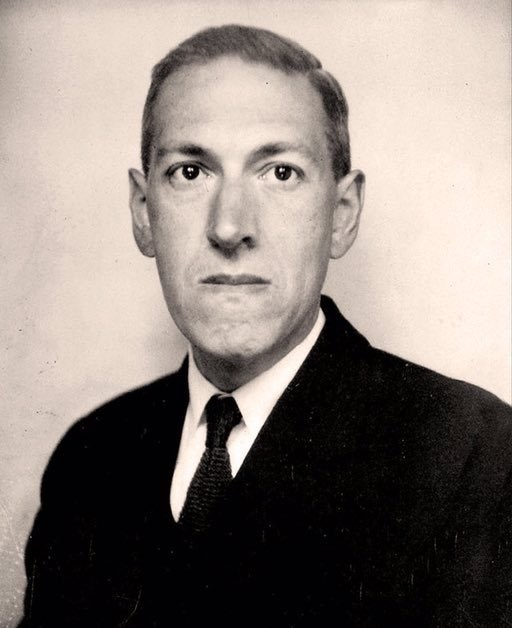
Lovecraft fotografado por Lucius B. Truesdell, em 1934.

A filosofia do cosmicismo afirma que não há presença divina reconhecível, como um deus, no universo, e que os seres humanos são particularmente insignificantes no esquema mais amplo da existência intergaláctica, e talvez sejam apenas uma pequena espécie projetando suas próprias idolatrias mentais sobre o vasto cosmos. Isto também sugere que a maioria da humanidade sem discernimento são criaturas com a importância relativa dos insetos e das plantas, quando comparado com o universo.  
O tema mais proeminente no horror cósmico é a insignificância da humanidade. O gênero compartilha muitas características com o niilismo, embora uma diferença importante é que o horror cósmico tende a enfatizar a insignificância da humanidade e suas obras, em vez de rejeitar sumariamente a possível existência de um propósito mais elevado (ou os fins). Por exemplo, nos contos de Lovecraft sobre Cthulhu, não é a ausência de significado que causa terror para os protagonistas, mas sua descoberta de que eles não têm absolutamente nenhum poder para mudar nada no vasto universo que os rodeia. Nas histórias de Lovecraft, qualquer significado ou propósito pode ser investido nas ações dos seres cósmicos e é completamente inacessível aos personagens humanos.
O cosmicismo de Lovecraft foi o resultado de seu completo desdém por todas as coisas religiosas, seu sentimento de desamparo existencial da humanidade em face do que ele chamou de "espaços infinitos" abertos pelo pensamento científico, e sua crença de que a humanidade estava fundamentalmente à mercê da vastidão e vazio do cosmos.  Em suas obras de ficção, essas ideias são frequentemente exploradas humoristicamente (" Herbert West-Reanimator ", 1922), através de fantásticas narrativas oníricas (" The Dream Quest of Unknown Kadath ", 1927), ou através de seus bem conhecidos Mitos de Cthulhu (" O Chamado de Cthulhu ", 1928 e outros. Temas comuns relacionados a horror cósmico na ficção de Lovecraft são a insignificância da humanidade no universo e a busca pelo conhecimento que termina em desastre.

## Indiferentismo cósmico
Embora o gênero pareça profundamente pessimista, HP Lovecraft não se considerava nem um pessimista nem um otimista, mas sim um indiferentista "científico" ou "cósmico" um tema expresso em sua ficção. No trabalho de Lovecraft, os seres humanos estão freqüentemente sujeitos a seres poderosos e outras forças cósmicas, mas essas forças não são tão maléficas quanto indiferentes à humanidade.  Essa indiferença é um tema importante no cosmicismo. O célebre estudioso de Lovecraft, ST Joshi, afirma que "Lovecraft se envolveu constantemente em (mais ou menos) debates geniais sobre religião com vários colegas, notadamente o piedoso escritor e professor Maurice W. Moe. Lovecraft era um ateu forte e antirreligioso; ele considerava a religião não apenas falsa, mas perigosa para o progresso social e político ".  Como tal, o cosmicismo de Lovecraft não é religioso de forma alguma, mas sim uma versão de seu materialismo mecanicista. Assim, Lovecraft adotou uma filosofia do indiferentismo cósmico. Ele acreditava em um universo sem significado, mecânico e indiferente que os seres humanos, com suas faculdades naturalmente limitadas, nunca poderiam entender completamente. Seu ponto de vista não permitia crenças religiosas que não pudessem ser apoiadas cientificamente. As incompreensíveis forças cósmicas de seus contos têm tão pouca consideração pela humanidade quanto os humanos têm pelos insetos.
Embora pessoalmente irreligioso, Lovecraft usou vários "deuses" em suas histórias, particularmente os contos relacionados a Cthulhu, para expor o cosmicismo. No entanto, Lovecraft nunca os concebeu como sobrenatural; mas extraterrestres que compreendem e obedecem a um conjunto de leis naturais, que para o entendimento humano parecem mágicas. Esses seres (os Grandes Antigos, os Deuses Exteriores e outros) — embora perigosos para a humanidade — são retratados como nem bons nem maus, e as noções humanas de moralidade não têm significado para esses seres. De fato, eles existem em reinos cósmicos além do entendimento humano. Como símbolo, isso é representativo do tipo de universo em que Lovecraft acreditava.  Embora alguns desses seres tenham - e em alguns casos criam - cultos para honrá-los, para a vasta maioria desses seres a raça humana é tão insignificante que eles não recebem qualquer consideração.